# Eu sou eu e minha circunstância

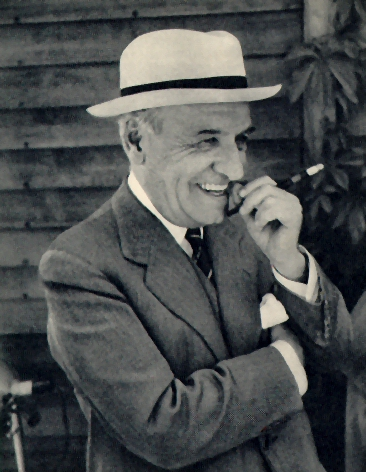
Ortega y Gasset na década de 1920.

"Eu sou eu e minha circunstância" é a parte mais famosa da frase "Eu sou eu e minha circunstância, e se não a salvo a ela, não me salvo a mim", de autoria do filósofo espanhol José Ortega y Gasset e publicada originalmente no introito de sua obra inicial, Meditaciones del Quijote, de 1914. 
A primeira parte dessa frase, "Eu sou eu e minha circunstância", encerra uma concepção do homem como um "eu-circunstância", indissociável do seu meio. Dito de outro modo, o "eu" é distinto da realidade à sua volta, mas inseparável desta. Já a segunda parte da frase, "se não salvo a ela, não me salvo a mim", exprime a ideia de que o homem que "quiser salvar-se deverá também salvar sua própria circunstância", isso é, a realidade à sua volta. Implicitamente, ela subordina a melhoria da condição do homem à sua ação, em contraposição à ideia de melhoria por meio da omissão.
Por vezes descrita como "a mais sensacional síntese filosófica que um pensador tenha conseguido" depois da máxima "Penso, logo existo", de René Descartes, é a mais famosa frase de Ortega y Gasset. Embora possua uma ressonância cristã, no apelo à salvação, ela não possui qualquer cunho religioso; nela, a salvação possui "uma conotação metafísica e a pressuposição de que a transitoriedade da vida humana é aparente".